# Wagneriana hassleri
Wagneriana hassleri là một loài nhện trong họ Araneidae.
Loài này thuộc chi Wagneriana. Wagneriana hassleri được Herbert Walter Levi miêu tả năm 1991.